# グアダルーペ郡 (テキサス州)
グアダルーペ郡（英: Guadalupe County）は、アメリカ合衆国テキサス州の中央部南に位置する郡である。人口は17万2706人（2020年）。郡庁所在地はセギーンであり、同郡で人口最大の都市はコマール郡に跨っているニューブローンフェルズである。グアダルーペ郡は1846年に設立され、郡名はグアダルーペ川に因んで名付けられた。
グアダルーペ郡はサンアントニオ都市圏に属している。

## 歴史

### インディアン
グアダルーペ郡となった地域に狩猟採集型のパレオ・インディアンが住んでいたことが分かっている。その後の住人としては、トンカワ族、カランカワ族、キカプー族、リパン・アパッチ族、コマンチ族などのインディアン部族が住んでいた。

### 開拓初期
1689年、アロンソ・デ・レオンが、グアダルーペの聖母に因んで、グアダルーペ川と名前を付けた。
1806年、フランス軍士官ホセ・ド・ラ・バウムがスペインに対する奉仕への報酬として、テキサスの広さ27,000エーカー (108 km2) の土地を受け取った。この土地がエルカポテ牧場になった。バウムは後にスペイン軍人になった。この土地特許はメキシコ共和国からも再確認された。
メキシコがスペインから独立した後、1821年に北部からイギリス系アメリカ人がテキサスに入り、メキシコ国民を名告った。1825年、グリーン・デウィットがメキシコ政府に、テキサスでデウィット・コロニーを作るための請願を行い、政府から認められた。その範囲には現在のグアダルーペ郡の領域が含まれていた。1827年から1835年、デウィット・コロニーの一部として、22家族が領域に入植した。
1836年にテキサスがメキシコからの独立を宣言した後、ゴンザレス・レンジャーとテキサス共和国退役兵33人がセギーンの町を設立した。ここは1838年にウォルナットスプリングスという名前で造られていたが、翌年、テキサス革命で活躍したフアン・ネポムセノ・セギーンに因んでセギーンと改名された。
1840年、バージニア州出身のマイケル・アースキンがエルカポテ牧場を取得し、牛の牧場にした。1842年、テキサス共和国がグアダルーペ郡を司法上の郡として組織化した。しかしテキサス最高裁判所が司法上の郡は違憲であると宣言した。1845年、ソルムス・ブラウンフェルスのプリンス・カールが元の司法上の郡北部で、ベラメンディ特許の1,265エーカー (5 km2) の土地の所有権を確保した。

### 郡の成立
1845年、アメリカ合衆国がテキサスを併合した後、1846年にプロイセンからの移民アウグスト・ヴィルヘルム・シューマンがSSフランチスカ号でテキサス海岸に到着し、グアダルーペ郡の土地188エーカー (0.75 km2) を購入した。それから間もなく州議会がベア郡とゴンザレス郡の一部を合わせてグアダルーペ郡を設立した。
1846年、米墨戦争の間に、ドイツ人移民の荷車隊がアウグスト・シューマンから郡内の土地を購入した。翌年、ドイツ人移民によってシューマンズビルの町が設立され、アウグスト・シューマンに因んで名付けられた。
1855年、キカプー族による襲撃があった。これがインディアンによる襲撃の最後になった。
1860年、郡内には1,748人の奴隷がいた。1861年、郡民投票の結果、賛成314票、反対22票でアメリカ合衆国からの脱退に賛成した。郡からは南軍に幾つかの部隊を送った。南北戦争が終わり奴隷が解放されると、解放奴隷局事務所が1866年にセギーンに開設され、元奴隷と地域農夫の間の契約を監督した。
1876年、ガルベストン・ハリスバーグ・アンド・サンアントニオ鉄道がセギーンにまで達し、翌年にはサンアントニオまで開通した。
1880年、ドイツ人移民の数が郡人口の40%に達していた。借地農夫と小作農が郡内農園の25%を運営していた。1910年、メキシコからの移民が郡人口の11.5%に達した。1929年、ダーストクリーク油田で石油が発見された。
1930年、借地農夫と小作農が郡内農園の64%を運営していた。1982年、地域の労働力のうち、専門職とそれに関わる仕事、製造業、卸し・小売業で60%を占めるようになった。

## 地理
アメリカ合衆国国勢調査局に拠れば、郡域全面積は714平方マイル (1,849 km2)であり、このうち陸地711平方マイル (1,841 km2)、水域は3平方マイル (8 km2)で水域率は0.42%である。

### 主要高規格道路
- 州間高速道路10号線
- 州間高速道路35号線
- アメリカ国道90号線
- アメリカ国道90号線代替路
- テキサス州道46号線
- テキサス州道123号線

### 隣接する郡
- ヘイズ郡 - 北
- コールドウェル郡 - 北東
- ゴンザレス郡 - 南東
- ウィルソン郡 - 南
- ベア郡 - 南西
- コマール郡 - 北西

## 人口動態
以下は2000年国勢調査による人口統計データである。
| 基礎データ - 人口: 89,023人 - 世帯数: 30,900 世帯 - 家族数: 23,823 家族 - 人口密度: 48人/km2（125人/mi2） - 住居数: 33,585軒 - 住居密度: 18軒/km2（47軒/mi2） 人種別人口構成 - 白人: 77.65% - アフリカン・アメリカン: 5.01% - ネイティブ・アメリカン: 0.55% - アジア人: 0.87% - 太平洋諸島系: 0.10% - その他の人種: 12.76% - 混血: 3.07% - ヒスパニック・ラテン系: 33.21% 年齢別人口構成 - 18歳未満: 28.5% - 18-24歳: 9.0% - 25-44歳: 29.1% - 45-64歳: 22.2% - 65歳以上: 11.3% - 年齢の中央値: 35歳 - 性比（女性100人あたり男性の人口） - 総人口: 97.0 - 18歳以上: 94.3 | 世帯と家族（対世帯数） - 18歳未満の子供がいる: 38.3% - 結婚・同居している夫婦: 61.6% - 未婚・離婚・死別女性が世帯主: 11.2% - 非家族世帯: 22.9% - 単身世帯: 18.9% - 65歳以上の老人1人暮らし: 7.6% - 平均構成人数 - 世帯: 2.83人 - 家族: 3.23人 収入と家計 - 収入の中央値 - 世帯: 43,949米ドル - 家族: 49,645米ドル - 性別 - 男性: 32,450米ドル - 女性: 23,811米ドル - 人口1人あたり収入: 18,430米ドル - 貧困線以下 - 対人口: 9.8% - 対家族数: 7.3% - 18歳未満: 13.3% - 65歳以上: 9.5% |

## 都市と町
- セギーン - 郡庁所在地
- シボロ
- シャーツ
- マリオン
- ニューバーリン
- ノースクリフ
- サンタクララ
- ステイプルズ
- ニューブローンフェルズ（小部分）

### 国勢調査指定地域
- ジェロニモ
- キングスベリー
- マキーニー
- レッドウッド
- ズール